# Upplands runinskrifter 1060
Upplands runinskrifter 1060 står på en villatomt på Runvägen i Tibble, Uppsala kommun.

## Inskriften

### Inskriften i runor[1]
ᚼᚢᛚᛘᚴᛅᛁᚱ ( ᚴᛅᚱᛚ᛫ᛚᛁᛏ ) ᚢ᛫ᚼᛅ ( ᚴ ) ᚢᛅ᛫ᛅᛁᛋᛏ᛫ᚠᛅᚦᚢᚱ᛫ᛋᛁᚾ

### Inskriften i translitterering[2]
HolmgæiRR [ok] Karl letu haggva [at] Æist, faður sinn.

### Inskriften i översättning[3]
"Holmger och Karl läto hugga till minne av Est, sin fader"

## Historia
Stenen hittades 1937 vid röjningsarbeten i villaområdet. Den skadades på vänstra sidan under en förflyttning 1973.
Runstenen har förmodligen ristats av samma runmästare som också ristade U 1048 och U 1050 i Björklinge.

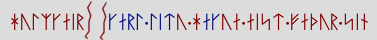
runslingan på U 1060